# الناعورة
الناعورة (بالعبريّة: נָעוּרָה) هي قرية عربية تقع في المنطقة الشماليّة في إسرائيل. وتقع إلى الشرق من مدينة العفولة، وتندرج تحت وسلطة مجلس جلبوع الإقليمي. في عام 2018 كان عدد سكانها حوالي 2,277 نسمة ومعظمهم أعضاء في آل زُعبي.